# Leucospis biguetina
Leucospis biguetina är en stekelart som beskrevs av Louis Jurine 1807.
Leucospis biguetina ingår i släktet Leucospis och familjen Leucospidae. Inga underarter finns listade i Catalogue of Life.